# Superdomo de La Rioja
El Superdomo de La Rioja es un estadio cubierto multiusos ubicado en la ciudad de La Rioja de la provincia homónima, perteneciente al gobierno provincial, donde se realizan actividades artísticas y deportivas. Tiene una capacidad para 11 000 personas en eventos deportivos y 13 000 en espectáculos no deportivos y fue inaugurado en el año 2015.

## Historia
En agosto de 2013 el entonces gobernador provincial Beder Herrera promulgó un decreto en donde dispuso la construcción de un estadio cubierto que se ubicaría cerca del Parque de la Ciudad, en las afueras de la ciudad, para lo que destinó 50 millones de pesos (unos 9.100.000 dólares al valor de ese momento).La construcción estuvo a cargo de la arquitecta y también funcionaria provincial Alba Bustos.Las obras se iniciaron en noviembre de 2013 y tuvieron una primera inauguración en diciembre de 2015 con un show musical y la presencia del gobernador.A partir de allí continuaron las obras, teniendo una segunda inauguración el 23 de julio de 2016 con un partido de futsal entre los equipos seniors de Boca y River.Al momento de la finalización de las obras se reveló que el presupuesto total para la construcción del estadio fue de 120 millones de pesos, de los cuales 50 aportó el gobierno nacional y el resto la provincia.
En etapas subsiguientes se reacondicionaron los vestuarios, se mejoró el sistema lumínico, se incorporó un nuevo piso deportivo propio (previamente se alquilaba el del Estadio Orfeo de Córdoba) y se compraron "jirafas" rebatibles.
En 2023 se inauguró dentro del estadio un centro de alto rendimiento deportivo consistente en un gimnasio, y un cuerpo de profesionales médicos (nutricionistas, kinesiólogos, médicos, deportólogos) dedicados a la atención de deportistas de distintas disciplinas.

## Características
El estadio cuenta con una superficie cubierta de aproximadamente 8.300 metros cuadrados y 103 metros de diámetro. Su parte central se encuentra once metros por debajo del nivel, y de allí hasta el techo de la cúpula vidriada existe una diferencia de 46 metros de altura.Posee un estacionamiento para 8.000 autos, cuatro pantallas LED centrales y un techo de aluminio que fue el primero en Argentina y el segundo en Sudamérica con estas características.

## Eventos deportivos realizados
El Superdomo oficia de estadio local para los partidos del Club Atlético Riachuelo en la Liga Nacional de Básquet, así como albergó en distintas oportunidades al CEF 5 en partidos de la liga de voley masculina y femenina.En 2017, a poco de su inauguración, fue sede de una ventana de eliminatorias FIBA para el Campeonato Mundial de Baloncesto de 2019.